# Fossorochromis rostratus
Fossorochromis rostratus (Boulenger, 1899), unica specie del genere Fossorochromis, è un pesce d'acqua dolce appartenente alla famiglia Cichlidae, sottofamiglia Pseudocrenilabrinae.

## Distribuzione e habitat
Questa specie è endemica del lago Malawi, in Africa dove predilige acque basse con fondali sabbiosi.

## Descrizione
F. rostratus presenta un corpo allungato, compresso ai fianchi, con muso allungato e idrodinamico. La bocca è larga e allungata. Le pinne pettorali sono lunghe trapezoidali, le pinne ventrali sono allungate e appuntite, l'anale è allungata, mentre la pinna dorsale è alta, con la parte terminale più allungata e appuntita. La pinna caudale è a delta.  La livreadegli adulti vede un fondo grigio fumo con riflessi ramati, più scura sul ventre, con 5 grosse chiazze circolari allineate sul fianco, a volte collegate da una fascia verticale al dorso. Sul tutto vi è una sfumatura più o meno spessa di un azzurro elettrico dai riflessi metallici. Nei maschi il blu-azzurro è più accentuato delle femmine; gli esemplari giovanili e subadulti hanno livrea color sabbia con chiazze nere ben evidenti.

Raggiunge una lunghezza massima di 24 cm.

## Riproduzione
Sono Ciclidi incubatori orali: le femmine incubano circa 100-150 uova in bocca.

## Alimentazione
F. rostratus si nutre prevalentemente di insetti e crostacei.

## Acquariofilia
Questa specie, non molto diffusa in commercio, è allevata dagli appassionati di ciclidi del Malawi.